# K̊
Cette page contient des caractères spéciaux ou non latins. S’ils s’affichent mal (▯, ?, etc.), consultez la page d’aide Unicode.
K̊ (minuscule : k̊), appelé K rond en chef, est une lettre de l’alphabet latin. Elle est formée de la lettre K diacritée d’un rond en chef.

## Utilisation
Le K rond en chef est utilisé dans l’alphabet latin yazgoulami.

## Représentations informatiques
Le k rond en chef peut être représenté avec les caractères Unicode suivants, :
| Formes    | Représentations | Chaînes de caractères | Points de code | Descriptions                                       |
| --------- | --------------- | --------------------- | -------------- | -------------------------------------------------- |
| majuscule | K̊               | K◌̊                    | U+004B U+030A  | lettre majuscule latine k diacritique rond en chef |
| minuscule | k̊               | k◌̊                    | U+006B U+030A  | lettre minuscule latine k diacritique rond en chef |